# Idiosemus xiphias
Idiosemus xiphias är en insektsart som först beskrevs av Berg 1879.  Idiosemus xiphias ingår i släktet Idiosemus och familjen sporrstritar. Inga underarter finns listade i Catalogue of Life.